# Avdélla
Avdélla (grec moderne : Αβδέλλα) est un village et un ancien dème du district régional de Grevená en Grèce.
Sa population estivale est d'environ 3 000 personnes, mais elle n'est que de 280 habitants en hiver.
C'est le village natal des frères Manákis, cinéastes et où ils tournèrent un documentaire avec leur grand-mère Baba Despina, habitante du village.